# Mihail Rusov
Mihail Rusov a fost un politician moldovean, ales în Sfatul Țării. 

## Sfatul Țării
Mihail Rusov, de naționalitate găgăuz, a fost ales în Sfatul Țării de organizațiile cooperative.